# Jean de Moulins
Jean de Moulins, francoski dominikanec in kardinal, * ?, † 1353.
Med letoma 1349 in 1350 je bil mojster reda bratov pridigarjev (dominikancev).